# Can Teixó
Can Teixó és una casa d'Amer (Selva) inclosa a l'Inventari del Patrimoni Arquitectònic de Catalunya.

## Descripció
Edifici entre mitgeres de tres plantes i coberta de doble vessant a façana situat al costat esquerre de la meitat del carrer Girona. La façana està arrebossada i pintada de blanc, a excepció dels marcs de les finestres del primer i segon pis. Les obertures són rectangulars i la cornisa, formada per un ràfec de tres nivells o fileres: dues de rajola, plana i de dent de diamant, i una de teula.
La planta baixa consta d'una porta metàl·lica de garatge, una porta d'accés als pisos superiors, feta de fusta i vidre amb marc d'obra de ciment i rajola i un sòcol d'un metre d'arrebossat irregular i pintat de gris.
Entre el primer pis i la planta baixa es conserva de manera visible una antigues llindes descontextualitzades i posades a la façana. Una és una advocació religiosa (iesus, 1745), amb un curiós cor i una creu clavada, i l'altra, més gran, conté la data de 1742 (ANY DEL SENYOR, MDCCXXXXII).
El primer pis consta de dues finestres emmarcades de pedra sorrenca en grans blocs. Tenen els ampits treballats i motllurats i les llindes monolítiques. Una d'aquestes llindes conté, gravada, la llegenda següent: 17 IHS+ 46
Al segon pis també hi ha dues finestres. Una d'elles té els brancals i l'ampit de pedra calcària i la llinda de fusta. L'altra, és feta d'obra de ciment i rajola, més petita, però també amb llinda de fusta, amb la particularitat de tenir-hi gravada una creu de tipus grec, amb tots els costats iguals.

## Història
Casa originària del segle xviii (1742, 1745, 1746), i reformada al llarg dels segles posteriors.